# Korczyn (rejon skolski)
Korczyn (ukr. Корчин) – wieś na Ukrainie, w rejonie stryjskim (do 2020 roku w rejonie skolskim) obwodu lwowskiego. Wieś liczy 1069 mieszkańców.

## Historia
Prywatna wieś szlachecka, położona w województwie ruskim, w 1739 roku należała do klucza Tuchla Lubomirskich. Za II Rzeczypospolitej do 1934 dwie samodzielne gminy jednostkowe – Korczyn Rustykalny i Korczyn Szlachecki, następnie należały do zbiorowej wiejskiej gminy Synowódzko Wyżne. Początkowo w powiecie skolskim, a od 1932 w powiecie stryjskim w woj. stanisławowskiem. W Korczynie istniał dwór Podhorodeckich. 
W 1944 nacjonaliści ukraińscy z OUN - UPA zamordowali tutaj 8 Polaków.
Po wojnie wieś weszła w struktury administracyjne Związku Radzieckiego.